# Lijst van oorlogsmonumenten in Bodegraven-Reeuwijk
De Nederlandse gemeente Bodegraven-Reeuwijk heeft 12 oorlogsmonumenten. Hieronder een overzicht.
| Nr.                             | Object                                    | Herdachte groep                                                                        | Ontwerper                                                   | Onthulling      | Type            | Locatie                                                             | Plaats                                     | Coördinaten                  | Foto                                      |
| ------------------------------- | ----------------------------------------- | -------------------------------------------------------------------------------------- | ----------------------------------------------------------- | --------------- | --------------- | ------------------------------------------------------------------- | ------------------------------------------ | ---------------------------- | ----------------------------------------- |
| 739                             | Oorlogsmonument                           | geallieerde militairen, Joodse burgerslachtoffers en slachtoffers Oost-Indië 1945-1950 | P.J. de Klerck                                              | 1965            | beeld/sculptuur | Dag Hammerskjøldplantsoen                                           | Reeuwijk-Brug                              | 52° 2' 48" NB, 4° 43' 26" OL | Meer afbeeldingen                         |
| 2029                            | Joods monument                            | vervolgden Nederland                                                                   |                                                             |                 | beeld/sculptuur | Emmakade 133, 2411 JA                                               | Bodegraven                                 | 52° 4' 44" NB, 4° 44' 52" OL | Joods monument                            |
| 2030                            | Bevrijdingsmonument                       | algemeen                                                                               | Alphons van Leeuwen                                         | 5 augustus 1970 | beeld/sculptuur | De Ruijterlaan 3-5, 2411 VP                                         | Bodegraven                                 | 52° 5' 10" NB, 4° 44' 56" OL | Bevrijdingsmonument                       |
| 2034                            | Plaquette in het NS-station               | algemeen                                                                               | Ir. H.G.J. Schelling (ontwerp), H.J. Winkelman (uitvoering) | 23 juli 1948    | plaquette       | Stationsplein 1, 2411 EH                                            | Bodegraven                                 | 52° 4' 55" NB, 4° 44' 45" OL | Plaquette in het NS-station               |
| 2044                            | Vrijheid maak je met elkaar               | algemeen, overig                                                                       | verschillende jongeren                                      | 29 april 2000   | beeld/sculptuur | Raadhuisplein 1, 2411 BD                                            | Bodegraven                                 | 52° 5' 9" NB, 4° 44' 52" OL  | Meer afbeeldingen                         |
| 2711                            | Monument voor Hendrik Verhoog             | militairen in dienst van het Ned. Kon. 1940-1945                                       |                                                             | 30 april 1946   | zuil            | Algemene begraafplaats, Molendijk 32, 3466 NB                       | Waarder                                    | 52° 3' 47" NB, 4° 49' 16" OL | Meer afbeeldingen                         |
| 3022                            | Monument voor Cornelis de Bruin           | militairen in dienst van het Ned. Kon. na 1945                                         |                                                             | 4 mei 2005      | plaquette       | Bruggemeesterstraat 14                                              | Nieuwerbrug                                | 52° 4' 39" NB, 4° 48' 44" OL | Monument voor Cornelis de Bruin           |
| 3807                            | Gedenkmonument voor Burgemeester Vonk     | Verzet en burgerslachtoffers Nederland                                                 | Ben Kraan                                                   | 1990            | plaquette       | bij de begraafplaats Vredehof, Noordzijde 61, 2411 RC               | Bodegraven                                 | 52° 4' 60" NB, 4° 45' 37" OL | Meer afbeeldingen                         |
| 3809                            | Monument voor Rubertus Rietveld           | militairen in dienst van het Ned. Kon. 1940-1945                                       |                                                             | 2014            | plaquette       | Muur Rooms-Katholieke begraafplaats, Overtocht 20, 2411 BV          | Bodegraven                                 | 52° 5' 3" NB, 4° 44' 39" OL  | Monument voor Rubertus Rietveld           |
| 4296                            | Lancaster W4960 monument 01               | geallieerde militairen                                                                 |                                                             | 2008            | kruis           | Algemene begraafplaats, ‘s Gravenbroekseweg 85b, Sluipwijk, 2811 GC | Sluipwijk (dorp)                           | 52° 2' 22" NB, 4° 44' 28" OL | Meer afbeeldingen                         |
| 4296                            | Lancaster W4960 monument 02, crashlocatie | geallieerde militairen                                                                 |                                                             |                 | lessenaar       | Kippenkade bij 1-8, 2811 NH                                         | Oukoop (Bodegraven-Reeuwijk) Reeuwijk-Brug | 52° 2' 44" NB, 4° 46' 37" OL | Lancaster W4960 monument 02, crashlocatie |
| Dit oorlogsmonument op Wikidata | Marauder monument                         | geallieerde militairen                                                                 |                                                             | 17 mei 2025     | plaquette       | begraafplaats Vredehof, Noordzijde 61, 2411 RC                      | Bodegraven                                 | 52° 4' 60" NB, 4° 45' 37" OL |                                           |
| Dit oorlogsmonument op Wikidata | Stolpersteine                             | Vervolgden Nederland. Leden van de familie Gans                                        | Gunter Demnig                                               | 2016            | relief          | Zie Lijst van Stolpersteine in Bodegraven-Reeuwijk                  | Bodegraven                                 |                              | Meer afbeeldingen                         |

Alblasserdam ·
Albrandswaard ·
Alphen aan den Rijn ·
Barendrecht ·
Bodegraven-Reeuwijk ·
Capelle aan den IJssel ·
Delft ·
Den Haag ·
Dordrecht ·
Goeree-Overflakkee ·
Gorinchem ·
Gouda ·
Hardinxveld-Giessendam ·
Hendrik-Ido-Ambacht ·
Hillegom ·
Hoeksche Waard ·
Kaag en Braassem ·
Katwijk ·
Krimpen aan den IJssel ·
Krimpenerwaard ·
Lansingerland ·
Leiden ·
Leiderdorp ·
Leidschendam-Voorburg ·
Lisse ·
Maassluis ·
Midden-Delfland ·
Molenlanden ·
Nieuwkoop ·
Nissewaard ·
Noordwijk ·
Oegstgeest ·
Papendrecht ·
Pijnacker-Nootdorp ·
Ridderkerk ·
Rijswijk ·
Rotterdam ·
Schiedam ·
Sliedrecht ·
Teylingen ·
Vlaardingen ·
Voorne aan Zee ·
Voorschoten ·
Waddinxveen ·
Wassenaar ·
Westland ·
Zoetermeer ·
Zoeterwoude ·
Zuidplas ·
Zwijndrecht